# Pseudocillimus major
Pseudocillimus major är en stekelart som först beskrevs av Gyöö Viktor Szépligeti 1908.  Pseudocillimus major ingår i släktet Pseudocillimus och familjen brokparasitsteklar. Inga underarter finns listade i Catalogue of Life.